# 326
326（三百二十六、さんびゃくにじゅうろく）は自然数、また整数において、325の次で327の前の数である。

## 性質
- 326は合成数であり、約数は 1, 2, 163, 326 である。
  - 約数の和は492。
- 104番目の半素数である。1つ前は323、次は327。
- 3262 + 1 = 106277 であり、n2 + 1 の形で素数を生む52番目の数である。1つ前は314、次は340。
- 各位の和が11になる30番目の数である。1つ前は317、次は335。
- 各位の平方和が平方数になる37番目の数である。1つ前は304、次は340。(オンライン整数列大辞典の数列 A175396)
32 + 22 + 62 = 49 = 72
- 326 = 12 + 12 + 182 = 12 + 62 + 172 = 12 + 102 + 152 = 32 + 112 + 142 = 62 + 112 + 132 = 72 + 92 + 142
  - 3つの平方数の和6通りで表せる6番目の数である。1つ前は321、次は329。(オンライン整数列大辞典の数列 A025326)
  - 326 = 12 + 62 + 172 = 12 + 102 + 152 = 32 + 112 + 142 = 62 + 112 + 132 = 72 + 92 + 142
    - 異なる3つの平方数の和5通りで表せる5番目の数である。1つ前は269、次は350。(オンライン整数列大辞典の数列 A025343)
- 桁の調和平均が3になる8番目の数である。1つ前は263、次は333。(オンライン整数列大辞典の数列 A062181)
例．3/1/3 + 1/2 + 1/6 = 3
- 最下位桁が上位桁の数字積になっている27番目の数である。1つ前は313、次は339。(オンライン整数列大辞典の数列 A302575)
例. 326 → 3 × 2 = 6

## その他 326 に関すること
- 西暦326年
- 326 (イラストレーター)